# Агдашлу, Шохре
Шохре́ Агдашлу́, урождённая Шохре́ Па́ри Вази́ри-Таба́р (англ. Shohreh Aghdashloo, Shohreh Pari Vaziri-Tabar, перс. شهره آغداشلو, شهر پاری وزیری-تبار‎, род. 11 мая 1952, Тегеран) — американская актриса иранского происхождения. Она была номинирована на премию «Оскар» в 2004 году в категории «Лучшая женская роль второго плана» (первая в истории кинематографа актриса с Ближнего Востока) за роль в фильме «Дом из песка и тумана» и получила «Эмми» в 2009 году за роль в драме HBO «Дом Саддама». Она в основном специализируется на характерных ролях второго плана в кино и на телевидении.

## Биография
Шохре Пари Вазири-Табар (англ. Shohreh Pari Vaziri-Tabar) родилась в Тегеране, Иран, и впоследствии сменила фамилию, выйдя замуж за Айдына Агдашлу. Агдашлу начала сниматься в возрасте 18 лет. После многочисленных главных ролей на театральной сцене, ей предложили свою первую роль в кино в фильме «Доклад» 1977 года. Во время исламской революции, Агдашлу покинула Иран и переехала в Англию в 1978 году, где она завершила своё образование.
Агдашлу дебютировала в США в 1989 году, с роли в фильме «Гости отеля Астория», в тот же период она начала периодически появляться на телевидении. В будущем она появлялась в основном в небольших ролях (в таких фильмах как «Двадцать долларов»).
В 2003 году Агдашлу, наконец, получает одну из своих самых запоминающихся ролей в фильме «Дом из песка и тумана», за который она снискала похвалу и критиков и зрителей. Она выиграла премии «Независимый дух», премию «Ассоциации кинокритиков Лос-Анджелеса», «Нью-Йорка», награду от общества «Общество интернет кинокритиков» и номинацию на премию «Оскар» в 2004 году в категории «лучшая женская роль второго плана». Она продолжила сниматься в кино и появилась в таких голливудских фильмах как «Шесть демонов Эмили Роуз», «Люди Икс: Последняя битва», «Американская мечта» и «Дом у озера». После этого она сыграла Элизабет в слабо стартовавшем в прокате фильме 2006 года «Божественное рождение», после чего продолжила появляться с меньшими ролями в фильмах «Джинсы-талисман 2», «Меняющие реальность», «Странная жизнь Тимоти Грина», «Розовая вода» и «Последние рыцари». В 2008 году сыграла свою первую главную роль в кино, в независимой драме «Забрасывая камнями», который получил признание критиков и публики.
В 2005 году Агдашлу снялась в четвёртом сезоне сериала «24 часа». В разные годы она была гостем в сериалах «Уилл и Грейс», «Скорая помощь», «Анатомия страсти», «Доктор Хаус», «Закон и порядок: Специальный корпус», «Кости» и «Гримм». В 2009 году она выиграла премию «Эмми» за роль в мини-сериале HBO «Дом Саддама», обойдя конкурентов в лице таких актрис как Марша Гэй Харден, Джанет Мактир, Джинн Трипплхорн и Сисели Тайсон.
В 2013 году Агдашлу выпустила автобиографию, The Alley of Love and Yellow Jasmines.
В 2015 году Агдашлу начала исполнять одну из главных ролей в сериале-космоопере «Пространство».
В 2023 году Шохре Агдашлу озвучила персонажа Рошан в игре Assassin’s Creed Mirage, которая была выпущена в 2023 году. В игре Рошан является одним из наставников главного героя, который пытается спасти свой город от захвата.

## Избранная фильмография
| Год  |   | Русское название | Оригинальное название | Роль         |
| ---- | - | ---------------- | --------------------- | ------------ |
| 2011 | с | Доктор Хаус      | House                 | Афсун Хамиди |